# Plainburg
Die Plainburg, auch Salzbüchsl genannt, in Großgmain im Bundesland Salzburg ist eine der ältesten Burgruinen in Österreich.

## Lage
Die Ruine der Höhenburg befindet sich etwa 1,5 km (Straße) vom Ortskern Großgmain entfernt. Sie liegt auf einer Höhe bis 643 m ü. A., über dem Gmainer Tal (mit Blick auf Großgmain und Bayerisch Gmain).

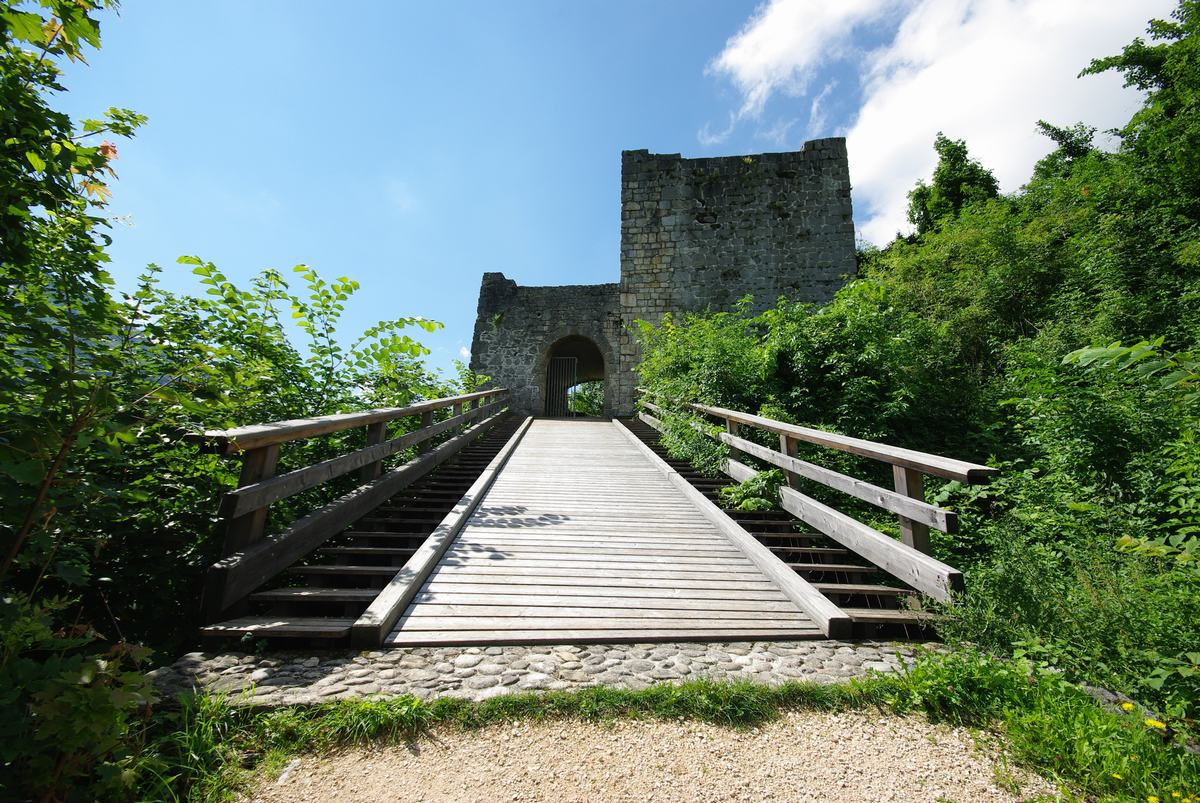
Torhaus der Plainburg

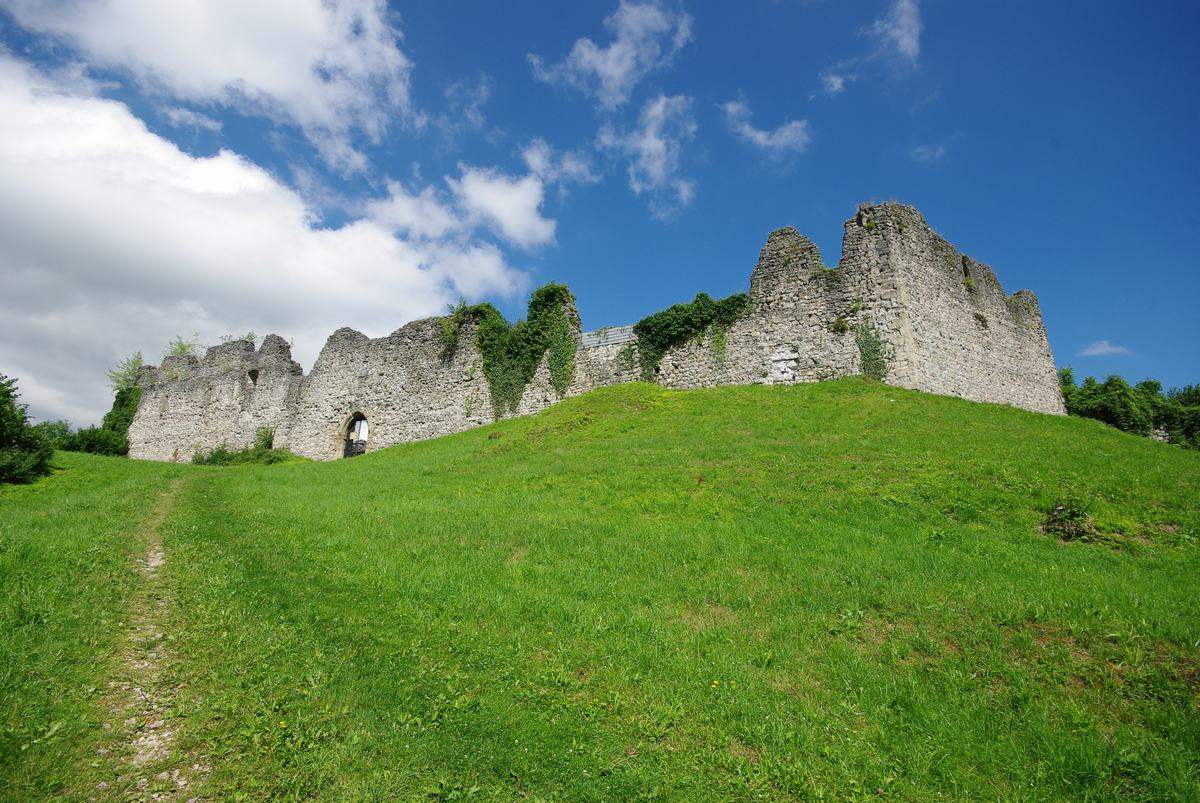
Mauern um den Innenhof

## Geschichte
Der Berg diente bereits um 1200 v. Chr. als Begräbnisstätte für die Kelten.
Es wird angenommen, dass sich bereits während der Zugehörigkeit des Gebiets zum Römischen Reich ein römisches Kastell am Standort der heutigen Ruine befand.
1108 wird Comes Werigandus de Playen, der zumindest den Innenhof und das Torhaus um 1100 errichtet hat, als Bauherr in einer kaiserlichen Urkunde genannt. Um 1140 wird die Plainburg erstmals urkundlich als Plagien Castrum erwähnt und diente fortan bis zum Untergang der Plainer (Tod Ottos II. und Konrads III. 1260) ebendiesen. Es ist nicht geklärt, ob die heutigen Mauern um den äußeren Burghof von den Plainern selbst oder erst später gebaut wurden, fest steht allerdings, dass diese Mauern eine andere, etwas schlampigere Bauweise aufweisen – der heutige Erhaltungsgrad ist wesentlich schlechter. 1292 ging die Burg in Besitz des Erzbistums Salzburg über und diente dann den Fürsterzbischöfen von Salzburg als Landfeste und Verteidigungsplatz der Salzhandelswege zwischen den Bad Reichenhaller Hallgrafen und Salzburg. In der Zeit zwischen 1470 und 1800 wurden markante bauliche Veränderungen (vorwiegend militärischer Natur) an der Burg vorgenommen. 1620 wird die Burganlage von Erzbischof Paris von Lodron restauriert. 1674 erhielt das Tor zwischen innerem und äußerem Burghof sein heutiges gotisches Aussehen, das Wappen – welches über ebendiesem Tor angebracht ist – stammt von Erzbischof Max Gandolf Freiherr von Kuenburg.
1796 verließ der letzte Soldat die Festung; der damit eingeleitete Zerfall konnte weder von König Ludwig I. noch Fürst Otto von Bismarck aufgehalten werden.
Die einzige taktisch ungünstige Stelle der Burg ist die Ost-Seite mit dem Torhaus. Dieses Manko wurde allerdings durch einen geschickt angelegten Weg ausgeglichen, der in zwei langen Kurven steil gegen das Torhaus zieht – wobei das letzte Stück so angelegt ist, dass ein Angreifer stets seine (üblicherweise vom Schild ungeschützte) rechte Seite der Burg zuwenden muss.
In den 1970er Jahren wurde bei baulichen Sicherungsarbeiten am Torhaus das oberste Stockwerk abgetragen, hierbei entdeckte man das eingemauerte Skelett eines Kindes. Der Skelettfund überschneidet sich mit einer alten Überlieferung (freilich muss diese Sage nicht unbedingt in Zusammenhang mit dem tatsächlich eingemauerten Kind stehen, Bauopfer waren im Mittelalter und der frühen Neuzeit nicht ungewöhnlich): Die Sage erzählt von einem frühen Plain-Grafen, dem ein Kind geraubt wurde. Bei einer Einladung durch Wetzel von Glanegg wurde ihm schließlich ein totes Kind zum Schmaus vorgesetzt – der Graf erkannte es als sein eigenes und ließ es in der Plainburg einmauern.
Die Anlage steht heute unter Denkmalschutz.

## Anlage

Grundriss

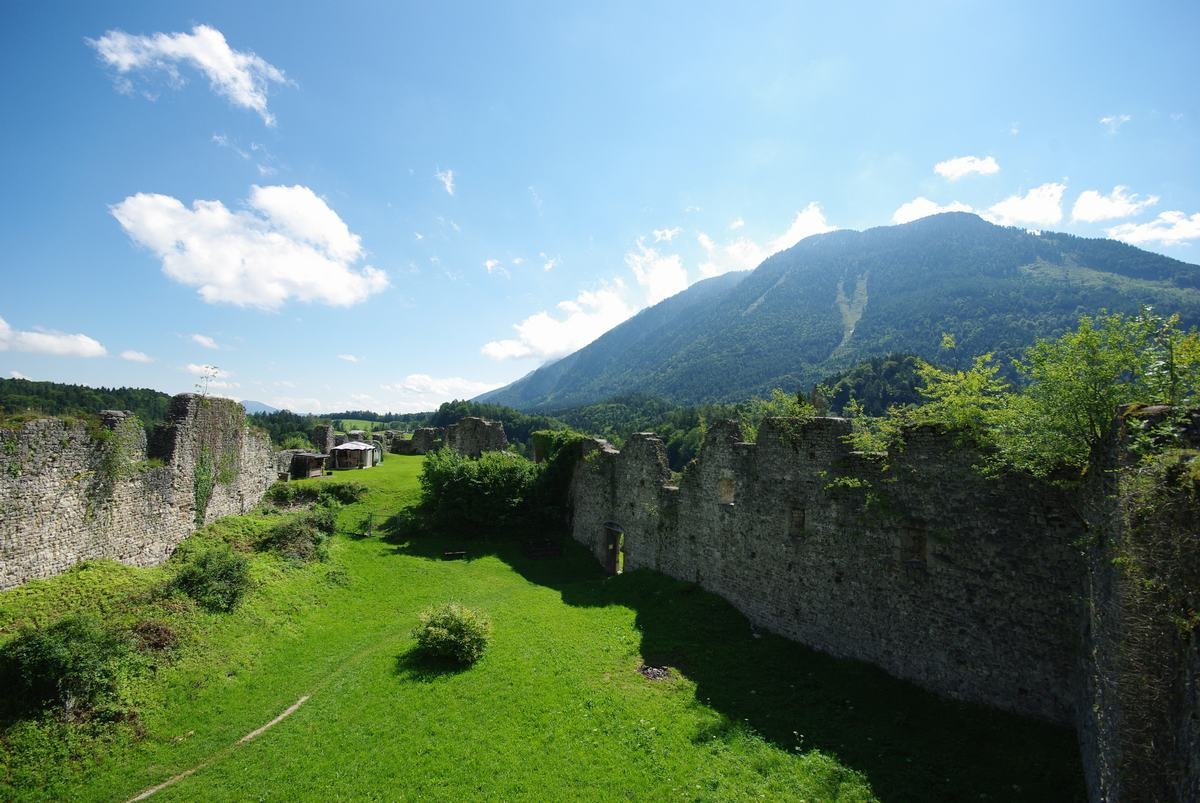
Der Innenhof mit dem Untersberg

Von der Plainburg sind nur mehr die über fünf Meter hohen und durchschnittlich etwa 1,45 Meter dicken Außenmauern, der Innenhof und der Eingangsbereich mit Torhaus erhalten.
Heute ist die Burgruine mit Aussichtsplattform und weitem Ausblick ein beliebtes Ausflugsziel, 2024 soll die Aussichtsplattform renoviert werden. Die Ruine ist ganzjährig geschlossen.

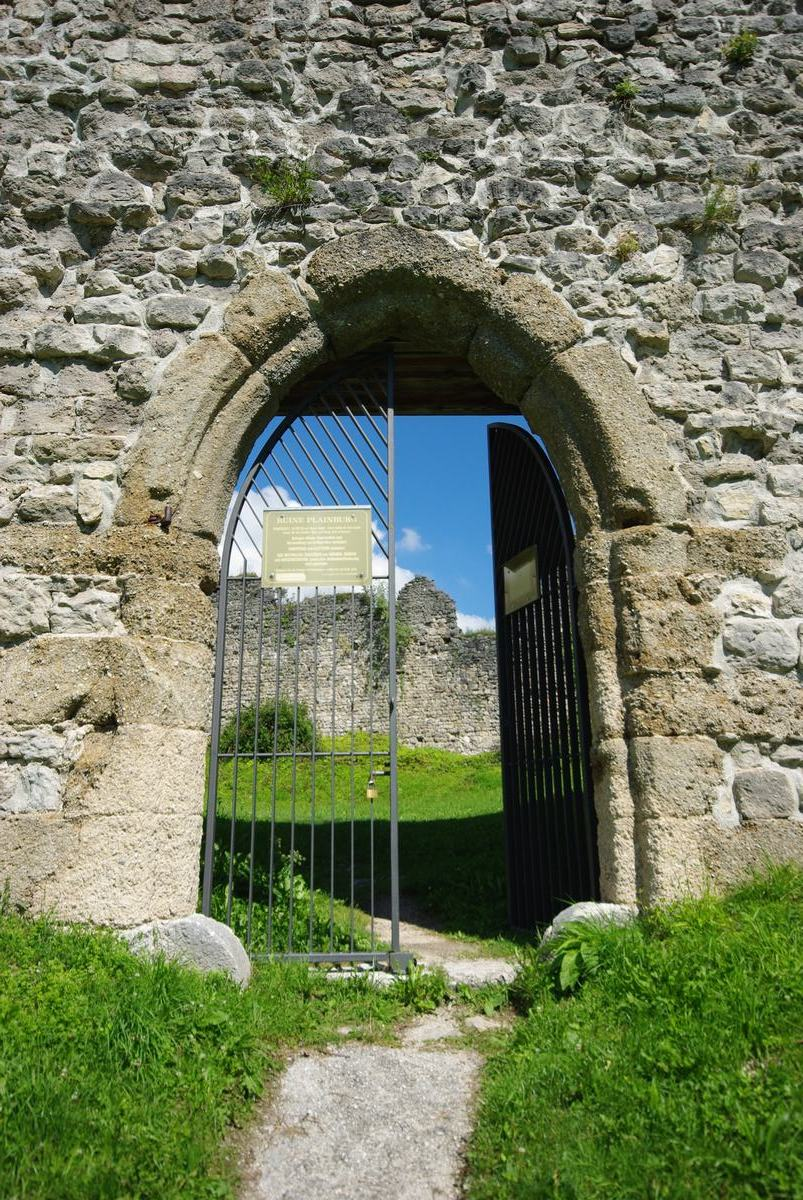
Tor zum Innenhof
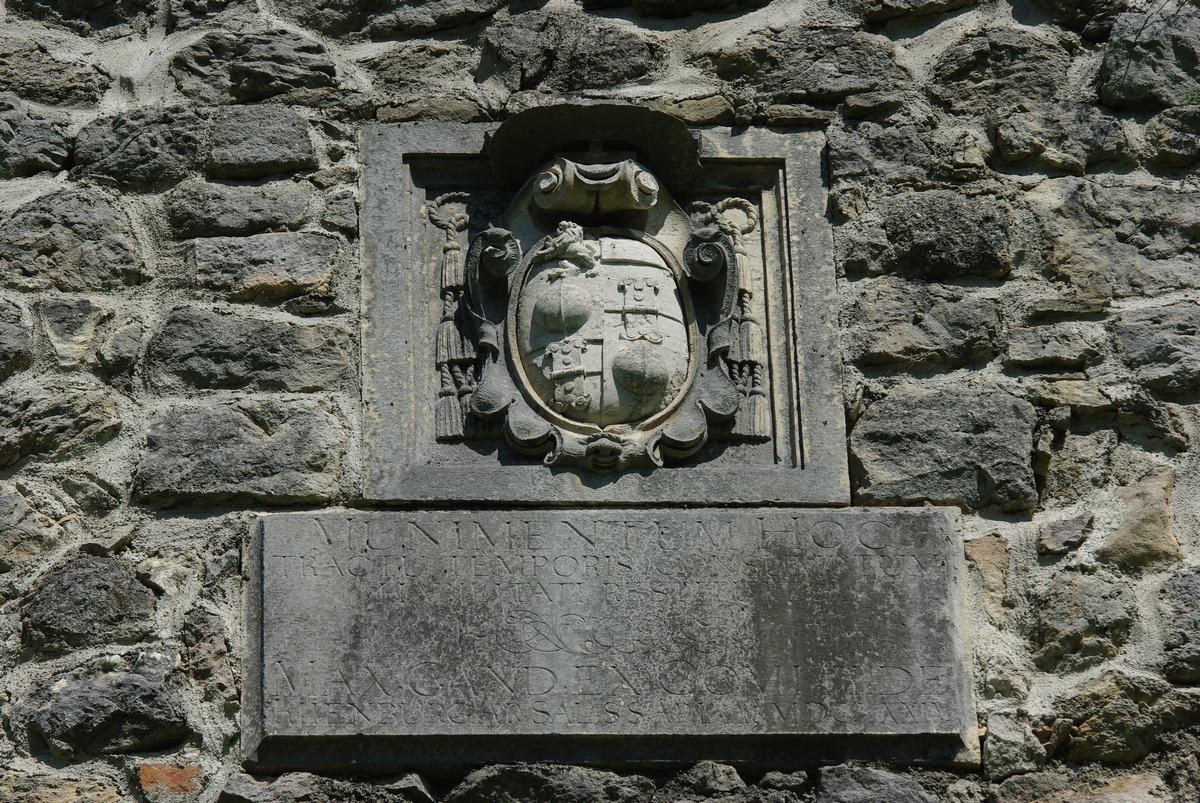
Wappen über dem Tor
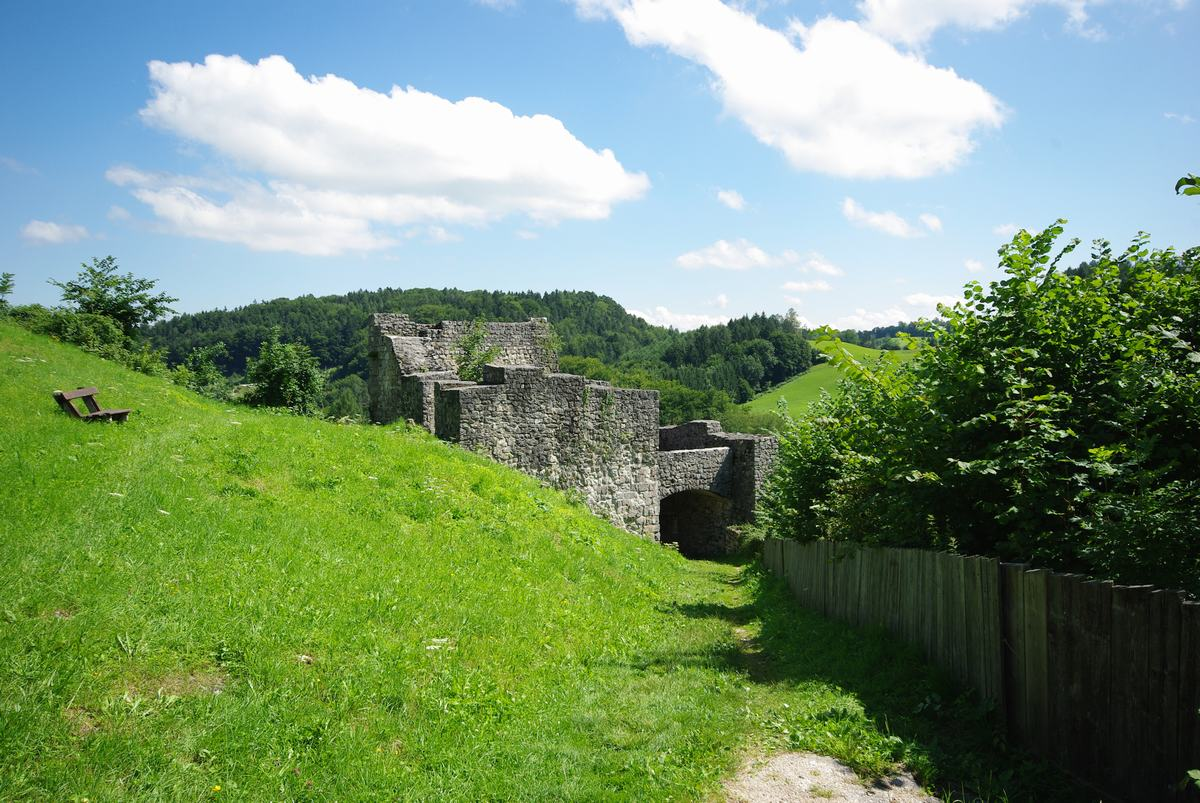
Torhaus von innen
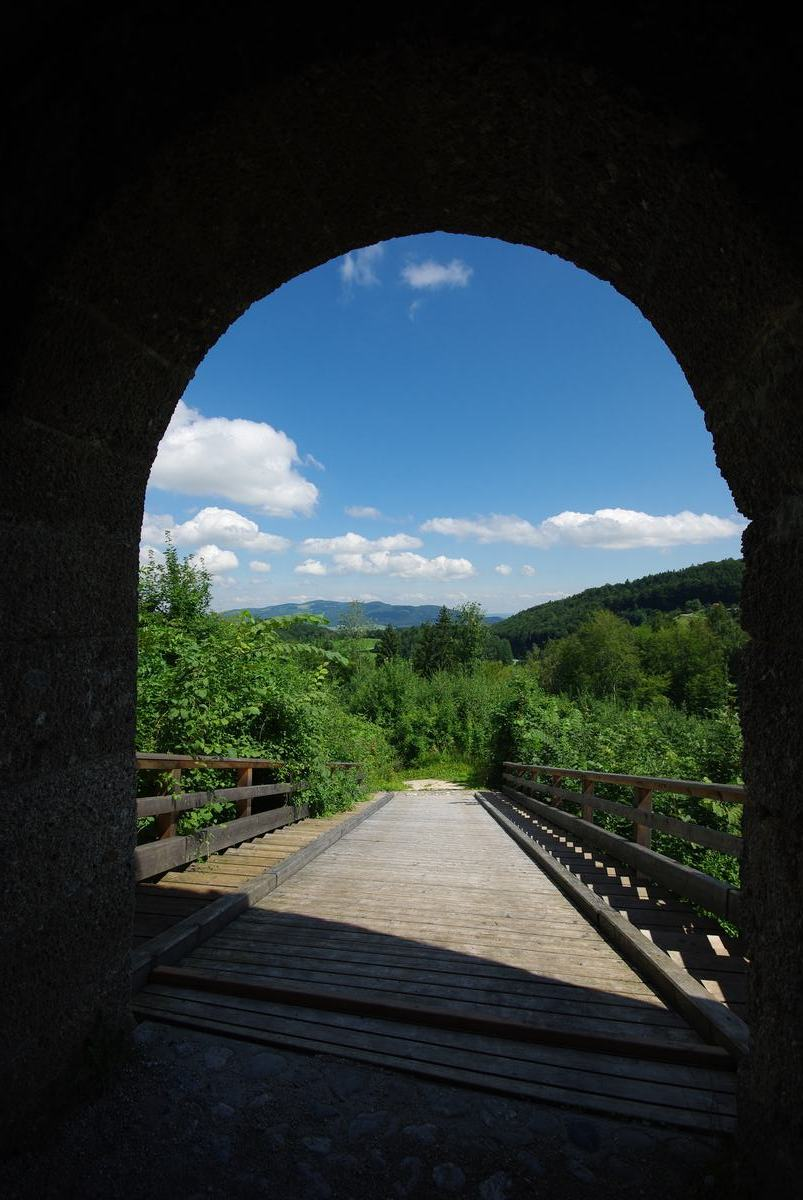
Blick Richtung Salzburg

## Sonstiges
Die Plainburg ist eine Station auf dem Reichenhaller Burgenweg. Dieser knapp 30 km lange Rundwanderweg führt zu 17 Burgen, Schlössern und Befestigungsanlagen in Bad Reichenhall und den umliegenden Gemeinden.